# Grmušani
Grmušani är ett samhälle i Kroatien.   Det ligger i länet Moslavina, i den centrala delen av landet, 90 km söder om huvudstaden Zagreb. Grmušani ligger 137 meter över havet och antalet invånare är 121.
Terrängen runt Grmušani är platt åt sydost, men åt nordväst är den kuperad. Grmušani ligger nere i en dal. Runt Grmušani är det mycket glesbefolkat, med 7 invånare per kvadratkilometer. Närmaste större samhälle är Dvor, 4,8 km öster om Grmušani. I omgivningarna runt Grmušani växer i huvudsak lövfällande lövskog.